# Inverell
Inverell är en stad i New South Wales i Australien. Staden hade 9 547 invånare vid folkräkningen 2016. Namnet har gaeliskt ursprung, "inver" betyder mötesplats och "ell" betyder svan. 
Tävlingscyklisten Heinrich Haussler kommer från Inverell.